# Barbezieux-Saint-Hilaire
Barbezieux-Saint-Hilaire je naselje in občina v zahodnem francoskem departmaju Charente regije Poitou-Charentes. Leta 2006 je naselje imelo 4.644 prebivalcev.

## Geografija
Kraj se nahaja v pokrajini Angoumois 32 km jugovzhodno od Cognaca.

## Uprava
Barbezieux-Saint-Hilaire je sedež istoimenskega kantona, v katerega so poleg njegove vključene še občine Angeduc, Barret, Berneuil, Brie-sous-Barbezieux, Challignac, Guimps, Lachaise, Ladiville, Lagarde-sur-le-Né, Montchaude, Saint-Aulais-la-Chapelle, Saint-Bonnet, Saint-Palais-du-Né, Saint-Médard, Salles-de-Barbezieux in Vignolles z 9.742 prebivalci.
Kanton Barbezieux-Saint-Hilaire je sestavni del okrožja Cognac.

## Zgodovina
Sedanja občina je nastala leta 1973 z združitvijo do tedaj samostojnih občin Barbezieux in Saint-Hilaire-de-Barbezieux.

## Zanimivosti
- stari grad iz leta 1453,
- cerkev sv. Mateja iz 11. stoletja do 15. stoletja, prenovljena v 18. stoletju.

## Pobratena mesta
- Chardonne (Vaud, Švica),
- Vignola (Emilija - Romanja, Italija),
- Wolfratshausen (Bavarska, Nemčija).